# تصفيات كأس الأمم الإفريقية 1962
تعرض هذه الصفحة عملية التصفيات المؤهلة لكأس الأمم الأفريقية لعام 1962. شاركت في البداية سبع دول أفريقية في المسابقة. تأهلت إثيوبيا تلقائيًا بصفتها الدولة المضيفة، كما تأهلت الجمهورية العربية المتحدة بصفتها حاملة اللقب. انسحبت السودان قبل إجراء القرعة، ثم انسحبت المغرب قبل انطلاق المباريات، مما أدى إلى تنافس خمس منتخبات فقط على المقعدين المتبقيين في النهائيات.

## المنتخبات المتأهلة
تأهلت 4 فرق لكأس الأمم الأفريقية لكرة القدم 1962:
- إثيوبيا كمستضيف.
- مصر كحامل اللقب.
- تونس
- أوغندا

## الدور الأول
| الفريق الأول | إجم.             | الفريق الثاني | مباراة الذهاب | مباراة الإياب | 3rd leg |
| ------------ | ---------------- | ------------- | ------------- | ------------- | ------- |
| المغرب       | لم تلعب          | تونس          | —             | —             |         |
| نيجيريا      | 2–2 (سحب القرعة) | غانا          | 0–0           | 2–2           |         |
| كينيا        | 1–3              | أوغندا        | 0–1           | 1–0           | 0–2     |

| تونس | انسحاب | المغرب |
| ---- | ------ | ------ |
|      |        |        |

- تأهلت تونس للدور الثاني بعد انسحاب المغرب، احتسبت كلا المباراتين رسميًا لتونس بنتيجة 2–0.

| نيجيريا | 0 – 0 | غانا |
| ------- | ----- | ---- |
|         |       |      |

| غانا                  | 2 – 2 | نيجيريا                 |
| --------------------- | ----- | ----------------------- |
| إدوارد أكوا · أغريفين |       | إلكانا أونييلي · فاييمي |

- تأهلت نيجيريا للدور الثاني بعد إجراء قرعة، حيث أن قاعدة الأهداف خارج الديار اعتمدت لاحقًا.

| كينيا | 0 – 1 | أوغندا           |
| ----- | ----- | ---------------- |
|       |       | كونغو أودونغ 17' |

| أوغندا | 0 – 1 | كينيا               |
| ------ | ----- | ------------------- |
|        |       | مونيالو أوبيتشو 75' |

- بانتهاء المباراة الثانية وتعادل الفريقين في مجموع المباراتين، كما أن قاعدة الأهداف خارج الديار لم تكن قد طبقت بعد، اقتضت القواعد أن تجرى قرعة بين الفريقين لتحديد فريق واحد فقط متأهل كما جرى الأمر بين غانا ونيجيريا. لكن كينيا وأوغندا قد رأيا أن التأهل يجب أن يحسم في الملعب، وعليه وافق الاتحاد الأفريقي على طلبهما بلعب مباراة فاصلة.

المباراة الفاصلة
| أوغندا                          | 2 – 0 | كينيا |
| ------------------------------- | ----- | ----- |
| جيمي سيوافا 50' · حسن فاوزا 80' |       |       |

## الدور الثاني
| الفريق الأول | إجم.           | الفريق الثاني | مباراة الذهاب | مباراة الإياب |
| ------------ | -------------- | ------------- | ------------- | ------------- |
| نيجيريا      | 2–3            | تونس          | 2–1           | 0–2           |
| أوغندا       | ودعت هذا الدور |               |               |               |

| نيجيريا                  | 2 – 1 | تونس          |
| ------------------------ | ----- | ------------- |
| باتريك نوكوابور 30'، 84' |       | علي كليبي 25' |

| تونس                                   | 2 – 0* | نيجيريا                                     |
| -------------------------------------- | ------ | ------------------------------------------- |
| منصف شريف 21' · عبد المجيد الشتالي 65' |        | ألبيرت أونياوونا 12' · تشوكووما إغويونو 25' |

- انسحبت نيجيريا بعد تعادل تونس في الدقيقة 65. لذا احتسبت المباراة لصالح تونس بنتيجة 2–0، وعليه تأهلت تونس بمجموع المباراتين 3–2.

أوغندا تأهل مباشرة بعد سحب القرعة من قبل الكاف بين الفائزين الثلاث.